# Limonia pallidipleura
Limonia pallidipleura là một loài ruồi trong họ Limoniidae. Chúng phân bố ở miền Cổ bắc.